# Betonschiff von Redentin
Das Betonschiff von Redentin (auch Stahlbetonküstenmotorschiff Wismar I) ist ein 300-t-Betonschiff des Typs „Seeleichter Wiking Motor“. Es gehörte zu einer Serie von mehr als 50 während des Zweiten Weltkrieges für die „Transportflotte Speer“ an verschiedenen Bauplätzen erstellten Frachtmotorschiffen.

## Geschichte
Joseph-Louis Lambot hatte bereits 1855 ein aus Beton gebautes Boot auf der Weltausstellung in Paris gezeigt. Da während des Zweiten Weltkrieges Stahl knapp wurde, griff man (ähnlich wie andernorts bereits im Ersten Weltkrieg) die Idee auf, Schiffe aus Leichtbeton zu bauen.
Ab 1942 wurde die von Ulrich Finsterwalder entwickelte Schalenbauweise für tragende Kuppeln auch im Schiffbau angewendet: Der Rumpf des Schiffes wurde in Schalenbauweise in einer Baugrube hergestellt. Die Fertigung erfolgte mit Kiel nach oben, und nach Fertigstellung wurde der Schiffsrumpf nach Fluten der Grube gedreht und aufgerichtet.
Das Betonschiff von Redentin wurde (vermutlich 1944) in Ostswine gebaut und sollte von der Werft Willi Klotz in Swinemünde ausgerüstet werden; die Ausrüstung fand aber nicht mehr statt. Damit das Schiff nicht Beute der Roten Armee wurde, wurde sein transportfähiger Rumpf vom Stettiner Schlepper Hermann Kirsch nach Westen über die Ostsee bugsiert. Es gelangte (ebenso wie der Leichterrumpf Züllichow 1) im März/April 1945 nach Wismar und wurde dort unweit des damaligen Dornier-Hafens am Bollwerk des Seegrenzschlachthofes festgemacht. Weder die britische noch die Rote Armee interessierte sich für den Schiffsrumpf. Als der Fischkonservenfabrikant Gottfried Friedrichs 1946 die ihm zunächst zugewiesenen Produktionsräume im Wismarer Seegrenzschlachthaus räumen musste, bot ihm die russische Kommandantur den Schiffsrumpf zur Nutzung an; seine Pläne, daraus eine schwimmende Fischverarbeitungsanlage zu machen, konnte er nicht realisieren. Das Schiff diente Schiffsausrüstern als Lager und wurde zeitweise für den Aufbau des GST-Segelstützpunktes 114 der 1951 gegründeten Mathias-Thesen-Werft ins Seebad Wendorf verlegt. Ende der 1950er-Jahre diente es, zurück in Wismar, als Fender für den mehrere Jahre dauernden Umbau des sowjetischen Eisbrechers Krasin.

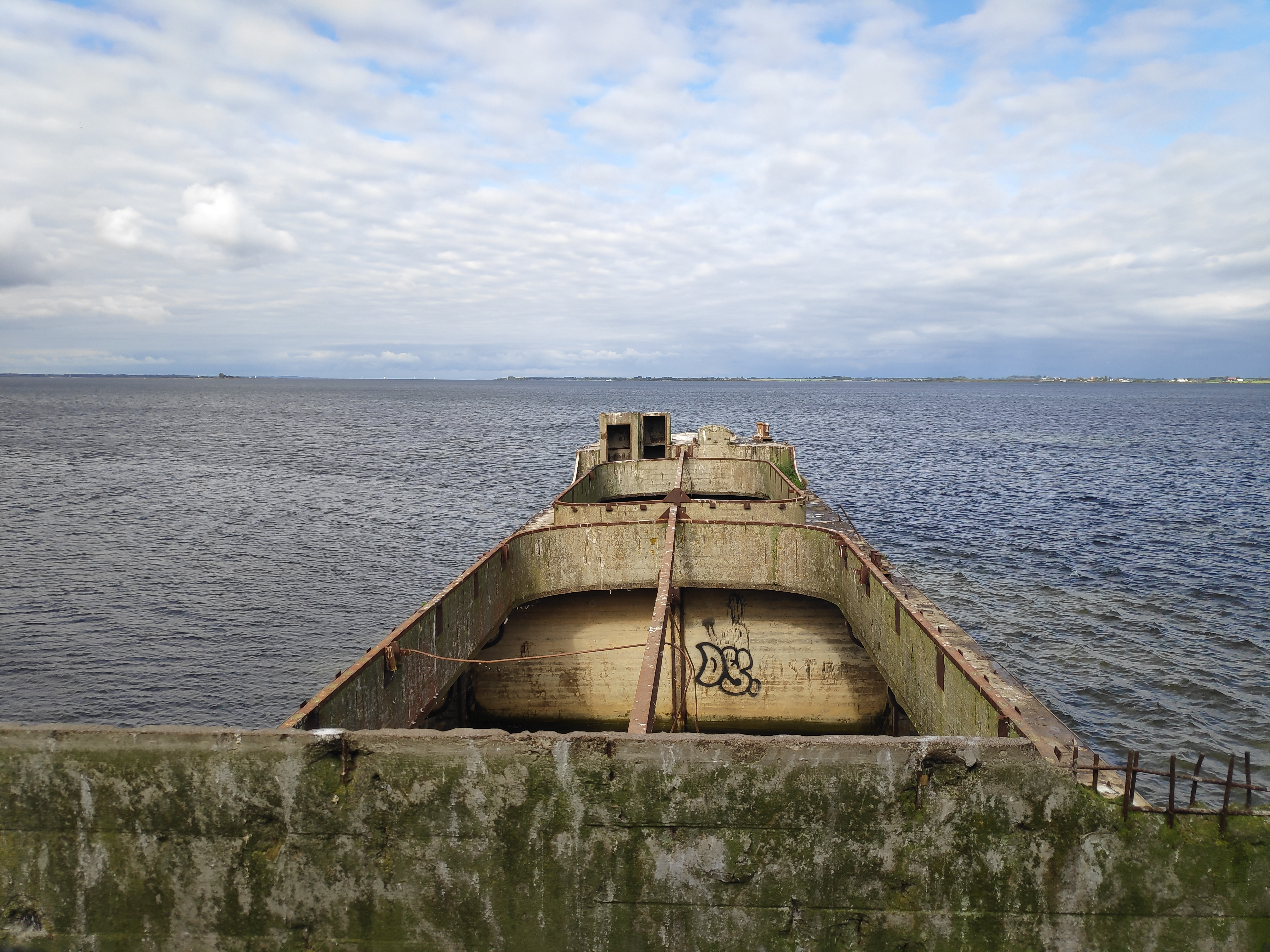
Blick vor der Brücke über den offenen Laderaum

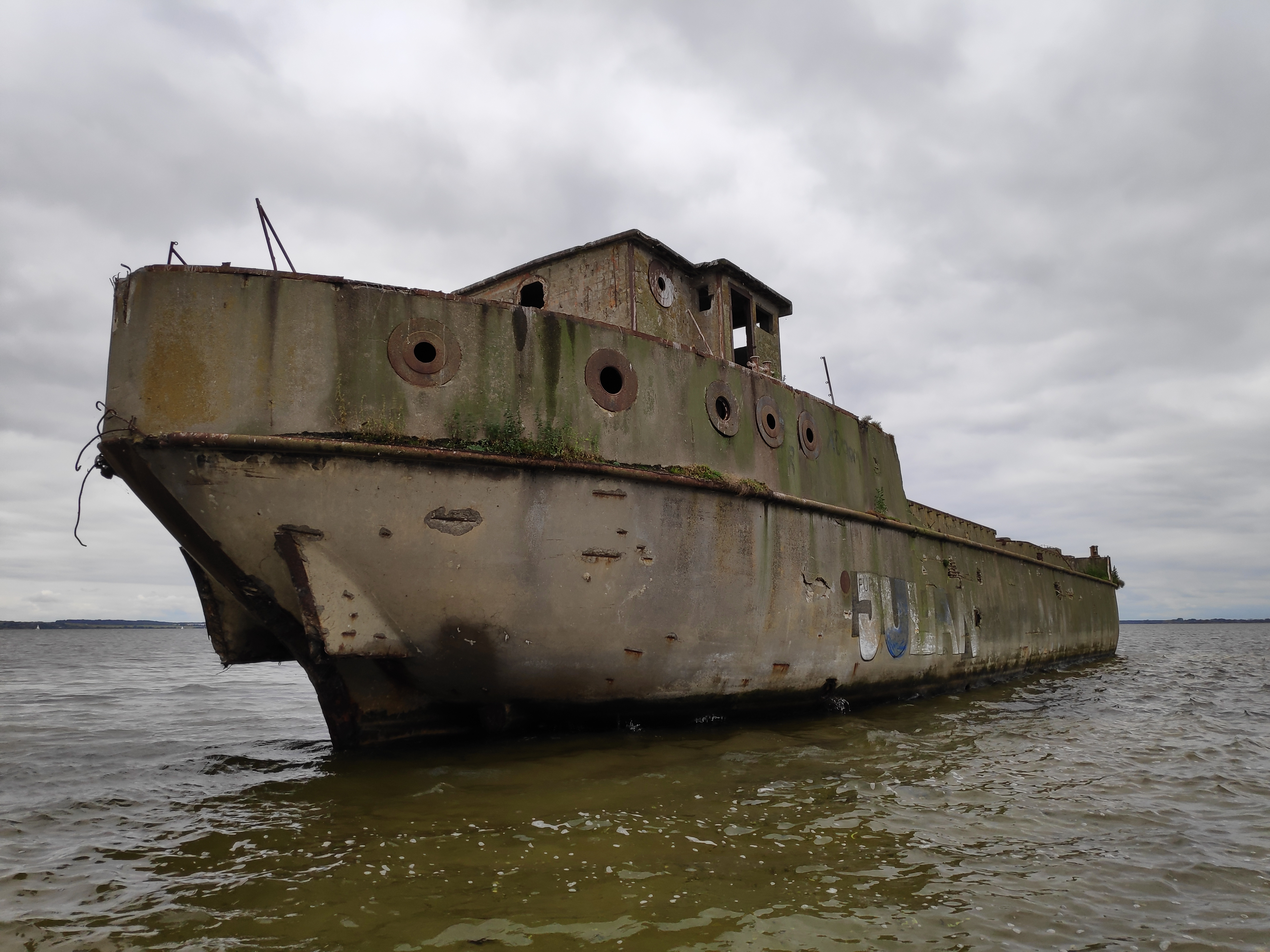
Steuerbordseite des Betonschiffes

1962 wurde das Betonschiff in die Redentiner Bucht geschleppt und dort als Wellenbrecher in flachem Wasser verankert, die lokale Fischerei-Produktionsgenossenschaft nutzte es als Lagerschiff. Am 12. November 1972 riss ein Sturm das Fahrzeug los und trieb es an seinen jetzigen Standort (53° 55′ 51,5″ N, 11° 28′ 23,6″ O) auf eine Sandbank. Dabei erhielt es mehrere Lecks und sank im flachen Wasser. 1973 verlangte das Seewasserstraßenamt Rostock von der Produktionsgenossenschaft die Beseitigung des Wracks, da es das Landschaftsbild störe und ein Schifffahrtshindernis sei. Aufgrund des geschätzten hohen Aufwandes für die Wrackbeseitigung unterblieb diese. Eine Nutzung als Partyboot durch die Schauspielerin Christine Laszar scheiterte. Mitte der 1980er-Jahre diente bei Bernhard Wickis Verfilmung von »Sansibar oder der letzte Grund« das Schiff als Kulisse.
Ein Schiff des gleichen Typs, die Capella, ist in Rostock als Museumsschiff zu besichtigen.

## Technische Daten
- Baujahr: 1943/44
- Typ: Seeleichter Wiking Motor
- Bauwerft: Schalenbau KG; Dyckerhoff & Widmann KG Ostswine
- Länge über alles: 40,5 m
- Breite auf Spanten: 7,0 m
- Tiefgang: 2,87 m
- Seitenhöhe bis Oberdeck: 3,4 m
- Antriebsleistung: 2 × 250 bis 300 PS
- Tragfähigkeit: 627 m³